# Polyrhachis medusa
Polyrhachis medusa (лат.) — вид древесных муравьёв из подсемейства Formicinae (отряд перепончатокрылые). Эндемик Африки.

## Распространение
Восточная Африка: Кения, Мозамбик, Танзания.

## Описание
Длина тела рабочих особей от 12 до 14 мм. Основная окраска тела чёрная. Передний край клипеуса прямой или неглубокий и широко вогнутый. Форма глаз варьируется от слабо вогнутой до слабо выпуклой, но обычно более или менее плоская. Бока головы и затылочный край выпуклые; глаза в плоском состоянии, не нарушая контура боков головы при виде анфас. Грудь килевидная по всей длине, кили прерваны в области промезонотального шва и вдавленной метанотальной борозды. Шипики переднеспинки длинные, узкие и слабо изогнутые. Проподеальное вооружение сводится к паре тупых бугорков. Петиоль с парой шипов в дорсолатеральных углах и парой расположенных сбоку крепких острых зубцов.

## Таксономия
Вид был впервые описан в 1897 году под названием Polyrhachis schistacea r. medusa Forel, 1897, а до вида повышен в 1907 году. Его валидный статус подтверждён в ходе ревизии, проведённой в 1973 году британским мирмекологом Барри Болтоном (Лондон, Великобритания). Член видовой группы Polyrhachis militaris. Близок к Polyrhachis schistacea, от которого он отличается чрезвычайно плотным опушением из длинных волосков, скрывающим тонкую сетчатую скульптуру на поверхности.